# Washington (Missouri)
Pour les articles homonymes, voir Washington.
Washington est une ville du Missouri, dans le comté de Franklin. Elle est considérée traditionnellement comme la capitale mondiale de la pipe de maïs.

## Histoire
La localité a pris pour nom le patronyme de George Washington après son passage sous l'autorité américaine. Antérieurement, à l'époque de l'empire espagnol, le site, sur la rive sud du Missouri, est le lieu probable d'implantation d'un fort, San Juan del Misuri (1796-1803),. Daniel Boone s'installe dans la région à partir de 1799. En 1814, un ferry boat obtient une licence pour assurer la traversée vers la rive nord de la rivière : c'est alors que l'établissement prend le nom de Washington Landing. En 1827, une ville est aménagée et la vente des lots débute en 1829. L'acheteur est dispensé du règlement du prix du terrain s'il est capable de construire une maison solide dans les deux ans : la mesure attire de nombreux colons.
En 1869, un immigrant d'origine néerlandaise, Henry Tibbe, s'établit en bordure de la rivière et se lance dans la fabrication et la commercialisation de pipes de maïs. Cherchant à imiter les qualités des pipes d'écume, il adopte l'appellation de Missouri Meerschaum (« écume de mer du Missouri ») pour ses produits, puis en 1907 pour sa société. Son succès incite au développement d'entreprises concurrentes : à son apogée, dans les années 1925, l'activité mobilise une douzaine de fabricants dans le comté de Franklin, la plupart à Washington même, ce qui vaut à la ville son surnom de Corn Cob Pipe Capital of the World (« capitale mondiale de la pipe de maïs »).

## Personnalités liées à la ville
- Mary Hancock McLean, chirurgienne et missionnaire, née le 28 février 1861 à Washington.